# Patrick Agyemang (futbolista nacido en 2000)
Patrick Agyemang (East Hartford, 7 de noviembre de 2000) es un futbolista estadounidense que juega en la demarcación de centrocampista para el Derby County F. C. de la EFL Championship.

## Selección nacional
Hizo su debut con la selección absoluta de Estados Unidos el 18 de enero de 2025 contra Venezuela en un partido amistoso que finalizó con un resultado de 3-1 a favor del combinado estadounidense tras un gol de Jorge Yriarte para Venezuela, y de Jack McGlynn, del propio Patrick Agyemang y Matko Miljevic para Estados Unidos.

## Clubes
| Club                     | País           | Año       | Partidos | Goles |
| ------------------------ | -------------- | --------- | -------- | ----- |
| Western Mass Pioneers    | Estados Unidos | 2021      | 13       | 5     |
| Charlotte FC             | Estados Unidos | 2023      | 18       | 4     |
| Crown Legacy FC (cedido) | Estados Unidos | 2023      | 12       | 10    |
| Charlotte FC             | Estados Unidos | 2024-2025 | 54       | 18    |
| Derby County F. C.       | Inglaterra     | 2025-     |          |       |